# Francesco Gabriele
Francesco Gabriele (* 20. Januar 1977 in Solothurn) ist ein italienisch-schweizerischer Fussballtrainer und ehemaliger Fussballspieler.

## Spielerkarriere
Seine Juniorenkarriere begann Gabriele beim FC Solothurn Nach einer kurzen Karriere als Spieler beendete er seine Karriere mit 22 Jahren.

## Trainerkarriere
Gabriele begann seine Trainerkarriere bei der Juniorengruppierung Team Aargau und dem FC Baden. Ersteres Nachwuchsprojekt hatte er selbst lanciert. Es kam zu einer kurzen Amzeit bei der AC Bellinzona. Nach elf Spielen wurde er vor der Winterpause durch Martin Andermatt ersetzt, obwohl Gabriele in den besagten Spielen 25 Punkte errungen hatte. Grund dafür waren wohl interne Konflikte im Verein. Gabriele wechselte zum FC Thun dort blieb er für eine Saison Co-Trainer unter Urs Fischer. Bei Lausanne-Sport wurde er aber im Oktober bereits nach elf Runden entlassen. Im November übernahm er bereits das Traineramt beim FC Wil. Nachdem der Abstand zum Tabellenletzten FC Biel-Bienne nach einer 4:1-Niederlage in Winterthur nur noch einen Punkt betrug, wurde Gabriele in Wil entlassen und durch den ehemaligen türkischen Internationalen Erdal Keser ersetzt.
2016 wechselte Gabriele zum FC Wohlen, mit dem er am 22. April 2017 mit Francesco Gabriele zum ersten Mal das Aargauer-Derby gegen den FC Aarau mit 3:0 gewann.

## Privates
Gabriele studierte nach Abschluss des Gymnasiums Betriebswirtschaftslehre. Gabriele ist verheiratet und hat zwei Kinder.